# Cucullia andraei
Cucullia andraei là một loài bướm đêm trong họ Noctuidae.